# San José (galion)
Pour les autres navires du même nom, voir San José (navire).
Le San José est un galion de la couronne espagnole, actif à partir de 1699, coulé le 8 juin 1708 par les forces navales anglaises, dans la péninsule de Baru, au large de Carthagène des Indes lors de la Bataille de Baru, alors qu'il transporte 200 tonnes d'or, d'argent et d'émeraudes à destination de l'Espagne.

## Historique
Le San José est construit selon les spécifications de Francisco Antonio Garrote dans le chantier naval de Mapil, près de San Sébastien, dans le Pays basque espagnol. Le contrat de fabrication est signé par la Couronne espagnole en 1696. Mais ce n'est cependant qu'en 1697 que la construction commence pour se terminer en 1698. Le navire est finalement mis en service en 1699.
En 1702, le navire participe à la défense de Cadix (Andalousie) contre l'attaque de l'escadre anglaise commandée par l'Amiral Rooke, et, en 1706, à la tentative échouée de reprise de Gibraltar aux mains des Anglais depuis 1704.

## Le naufrage duSan José
Durant la guerre de succession d'Espagne (1701-1712), il est affecté à la flotte chargée de l'acheminement de matières précieuses des colonies espagnoles en Amérique jusqu'en Espagne pour le roi Philippe V, la flotte des Indes. C'est ainsi qu'en mai 1708, commandé par le Général José Fernandez de Santillan, il se retrouve navire amiral (64 canons) d'une flotte de 17 navires, en partance de Portobelo à destination de l'Espagne, les cales gonflées de 200 tonnes d'or et d'argent. La flotte inclut deux autres galions, le San Joachin (contre-amiral, 64 canons) de l'Amiral Miguel Agustin Villanueva et le Santa Cruz (vice-amiral, 44 canons) du capitaine Nicolas de la Rosa. Malgré la mise en garde d'un navire ayant aperçu des navires ennemis au large de Carthagène, la flotte quitte le port de Porto Bello le 28 mai 1708, le Général Santillan ayant jugé « les mers assez larges et les routes diverses ».
Le 7 juin 1708, les navires atteignent les Iles de Rosario et la péninsule de Baru, à une quinzaine de milles nautiques de Carthagène. Cependant, un vent nord-est les contraint à passer la nuit au sud des îles. Le lendemain, 8 juin, alors qu'ils attendent que le vent leur redevienne favorable, ils entrent en contact avec l'escadre anglaise du général Charles Wager. Cette escadre, composée de quatre navires - le Kingston, le Portland, le Vautour et l'Expedition - patrouillait pour les intercepter.
Au cours de la bataille de Baru qui s'ensuit, la poudrière du San José prend feu sous les bordées du HMS Expedition. Le galion explose et coule à la tombée de la nuit, emportant avec lui 578 passagers et hommes d'équipage, ainsi que sa précieuse marchandise,. Seuls 11 marins auraient survécu.

## La découverte duSan José
L'épave du bateau, située à 600 mètres de profondeur, est dite « découverte » en décembre 2015 par les autorités colombiennes,.
Le vaisseau est identifié grâce à ses canons uniques en bronze portant des dauphins gravés sur leur partie supérieure. Les photos sous-marines prises en 2022 montrent des objets bien conservés : amphores, tasses en porcelaine et monnaie en or.
Cependant, l'attribution de cette découverte reste disputée puisque la compagnie américaine Sea Search Armada avait affirmé plus tôt avoir trouvé l'épave, en 1982,.
La valeur du chargement de l'épave en métaux précieux est estimée à dix milliards de dollars dans des documents de 1980 produits par le Ministère de la culture colombien. D'autres sources évoquent un trésor d'une valeur de 17 milliards d'euros pour 200 tonnes d'or, d'argent et de pierres précieuses.
Depuis 2015, la Colombie tente de récupérer le galion. En 2024, des opérations pour le remonter devraient commencer avec un robot sous-marin. La première étape consiste en une campagne de photographie à l'aide de capteurs à distance "non intrusifs" menée par l'Institut colombien d'anthropologie et d'histoire (ICANH) qui a précédemment déclaré le site de découverte "zone archéologique protégée" nationale pour "préserver sa valeur scientifique et archéologique".
L'opération est estimée à environ 4,5 millions de dollars.

## La contestation de la propriété de l'épave
L'épave est revendiquée par plusieurs pays : la Colombie, qui affirme l'avoir découverte pour la première fois en 2015 ; l'Espagne, à qui appartenait le navire, et qui réclame la protection de l'épave en vertu de la Convention de l'UNESCO sur la protection du patrimoine culturel subaquatique; la Bolivie, dont les descendants du peuple autochtone Qhara Qhara, travaillant dans les mines d'argent de la montagne du Cerro Rico où le trésor a été extrait, souhaitent recevoir une part du butin, estimant avoir été spoliés par les colons européens; les États-Unis, où une société de sauvetage maritime américaine, Sea Search-Armada (SSA), prétend avoir été à l'origine de la découverte de l'épave au début des années 1980, la société américaine revendiquant la moitié de la valeur estimée du trésor ; l'Espagne enfin qui revendique la souveraineté sur le navire qui naviguait sous ses couleurs et qui, en 2019, réaffirme sa position, en qualifiant le San Jose de "navire d'État", considérant ses restes comme une "tombe sous-marine" inexploitable commercialement.
Le litige est pendant devant la Cour permanente d'arbitrage.

## Dans la culture
Dans les premières pages de L'Amour aux temps du choléra, dont il n'explicite jamais la localisation transparente de l'intrigue à Carthagène des Indes (mâtinée de Barranquilla, terminal de la navigation sur le fleuve Magdalena), Gabriel García Márquez relate le naufrage du San José, témoin du rôle de pivot de la ville dans l'exportation de l'or et des pierres précieuses latino-américains, après avoir été selon lui le premier marché d'esclaves des Amériques.